# کی فیسکر
 کی فیسکر (انگلیسی: Kay Fisker؛ ۱۴ فوریهٔ ۱۸۹۳ – ۲۱ ژوئن ۱۹۶۵) یک معمار اهل دانمارک بود.